# トムは真夜中の庭で
『トムは真夜中の庭で』（トムはまよなかのにわで、Tom's Midnight Garden）は、フィリパ・ピアス作の小説である。イギリスの児童文学の代表作に数えられる。1958年発表、同年にカーネギー賞を受賞した。
「時」をテーマにした小説の古典といわれる。BBCによる3度のテレビドラマ化や映画化など、他メディアでの作品も多い。日本語版はいずれも岩波書店から発売されている。

## あらすじ
弟のピーターがはしかにかかり、おじとおばの住むアパートに預けられた少年トム。その邸宅には庭すら無く、はしかのために外出すらできない彼は退屈し切っていた。そんなある日の夜、ホールの大時計が奇妙にも「13時」を告げたのをきっかけに、彼は存在しないはずの不思議な庭園を発見する。そこはヴィクトリア朝時代のメルバン家という一家の庭園であった。それから毎日、彼は真夜中になると庭園へと抜け出し、そこで出会った少女、ハティと遊ぶようになる。しかしながら、庭園の中では時間の「流れる速さ」や「順序」が訪れるごとに違っていた。彼はだんだんと、ハティの「時」と自分の「時」が同じでないことに気づいていく。

## 登場人物

### 現代の人々
トム・ロング
物語の主人公。庭園の中にいるあいだは、ほとんどの人に見られず、壁をすり抜けられるなど、幽霊のような存在になっている。
ピーター
トムの弟。はしかにかかり、家で寝込んでいる。
アラン・キットソン
トムのおじ。理論的で、やや規則に厳しい。
グウェン・キットソン
トムのおば。子供好きで、トムのことをとても可愛がっている。
バーソロミュー夫人
邸宅と大時計の主である初老の女性。気難しく、めったに姿を見せない。

### 庭園の人々
ハティ
庭園の中でトムが出会った少女。トムのことを見ることができる。両親と死別したため、メルバン家に預けられた。夢想癖がある。
アベル
園丁。中年の男性で、敬虔なキリスト教徒。
ヒューバート
メルバン家の長男。
ジェームズ
メルバン家の次男。会話の途中で声が上ずる癖がある。三兄弟の中では、最もハティに対して優しい。
エドガー
メルバン家の三男。早口でせわしない。
ハティのおばさん
本名不詳。ハティに対してつらく当たる。
スーザン
メルバン家の女中。
息子のバーティ
三兄弟と同じ学校に通う少年。

## 背景設定
アパートの庭園は、作者が育ったグレイト・シェルフォード（イギリスのケンブリッジ近郊にある小村）の製粉工場に多くの点で似通っている。作中では、ケンブリッジはキャッスルフォードと名を変えて登場している。作者は執筆に際し、グレイト・シェルフォードの製粉小屋からちょうど道を隔てた場所に再び移り住んだ。キットソン家は、ピアスが大学時代に学んでいたケンブリッジ近くの家が元になっていると思われる。